# Doubs (Doubs)
Doubs és un municipi francès situat al departament del Doubs i a la regió de Borgonya - Franc Comtat. L'any 2007 tenia 2.480 habitants.

## Demografia

### Població
El 2007 la població de fet de Doubs era de 2.480 persones. Hi havia 925 famílies de les quals 192 eren unipersonals (55 homes vivint sols i 137 dones vivint soles), 269 parelles sense fills, 397 parelles amb fills i 67 famílies monoparentals amb fills.
La població ha evolucionat segons el següent gràfic:
Habitants censats

### Habitatges
El 2007 hi havia 999 habitatges, 938 eren l'habitatge principal de la família, 9 eren segones residències i 52 estaven desocupats. 661 eren cases i 330 eren apartaments. Dels 938 habitatges principals, 700 estaven ocupats pels seus propietaris, 224 estaven llogats i ocupats pels llogaters i 14 estaven cedits a títol gratuït; 12 tenien una cambra, 72 en tenien dues, 103 en tenien tres, 184 en tenien quatre i 567 en tenien cinc o més. 780 habitatges disposaven pel capbaix d'una plaça de pàrquing. A 417 habitatges hi havia un automòbil i a 473 n'hi havia dos o més.

### Piràmide de població
La piràmide de població per edats i sexe el 2009 era:
| Homes | Edats   | Dones |
| ----- | ------- | ----- |
| 0     | 95 o +  | 0     |
| 0     | 90 a 94 | 8     |
| 0     | 85 a 89 | 4     |
| 8     | 80 a 84 | 12    |
| 20    | 75 a 79 | 0     |
| 32    | 70 a 74 | 24    |
| 36    | 65 a 69 | 56    |
| 36    | 60 a 64 | 52    |
| 52    | 55 a 59 | 40    |
| 92    | 50 a 54 | 84    |
| 72    | 45 a 49 | 84    |
| 72    | 40 a 44 | 80    |
| 96    | 35 a 39 | 108   |
| 104   | 30 a 34 | 80    |
| 72    | 25 a 29 | 120   |
| 40    | 20 a 24 | 60    |
| 88    | 15 a 19 | 80    |
| 108   | 10 a 14 | 72    |
| 120   | 5 a 9   | 104   |
| 68    | 0 a 4   | 80    |

## Economia
El 2007 la població en edat de treballar era de 1.630 persones, 1.257 eren actives i 373 eren inactives. De les 1.257 persones actives 1.167 estaven ocupades (611 homes i 556 dones) i 91 estaven aturades (44 homes i 47 dones). De les 373 persones inactives 108 estaven jubilades, 149 estaven estudiant i 116 estaven classificades com a «altres inactius».

### Ingressos
El 2009 a Doubs hi havia 938 unitats fiscals que integraven 2.522 persones, la mediana anual d'ingressos fiscals per persona era de 21.657 €.

### Activitats econòmiques
Dels 122 establiments que hi havia el 2007, 1 era d'una empresa extractiva, 5 d'empreses alimentàries, 2 d'empreses de fabricació de material elèctric, 8 d'empreses de fabricació d'altres productes industrials, 16 d'empreses de construcció, 38 d'empreses de comerç i reparació d'automòbils, 2 d'empreses de transport, 4 d'empreses d'hostatgeria i restauració, 7 d'empreses financeres, 14 d'empreses immobiliàries, 8 d'empreses de serveis, 11 d'entitats de l'administració pública i 6 d'empreses classificades com a «altres activitats de serveis».
Dels 32 establiments de servei als particulars que hi havia el 2009, 1 era una oficina de correu, 3 oficines bancàries, 3 tallers de reparació d'automòbils i de material agrícola, 4 paletes, 1 guixaire pintor, 4 fusteries, 2 lampisteries, 3 electricistes, 3 perruqueries, 4 restaurants, 3 agències immobiliàries i 1 tintoreria.
Dels 22 establiments comercials que hi havia el 2009, 1 era, 2 supermercats, 1 un supermercat, 1 una botiga de més de 120 m², 2 fleques, 2 carnisseries, 1 una peixateria, 2 botigues de roba, 3 sabateries, 1 una sabateria, 1 una botiga d'electrodomèstics, 1 una botiga de material de revestiment de parets i terra, 1 un drogueria i 3 floristeries.
L'any 2000 a Doubs hi havia 7 explotacions agrícoles que ocupaven un total de 312 hectàrees.

## Equipaments sanitaris i escolars
El 2009 hi havia 1 farmàcia i 1 ambulància.
El 2009 hi havia 1 escola maternal i 1 escola elemental. Doubs disposava d'un col·legi d'educació secundària amb 595 alumnes.

## Poblacions més properes
El següent diagrama mostra les poblacions més properes.